# Ossétia do Sul

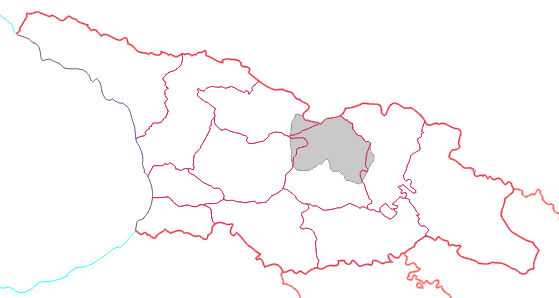
Localização da Ossétia do Sul em contraste com a Geórgia

A Ossétia do Sul (em osseto: Хуссар Ирыстон, tr. Khussar Iryston; em georgiano: სამხრეთ ოსეთი, tr. Samkhret Oseti; em russo: Южная Осетия, tr. Iujnaia Osétia) é um Estado parcialmente reconhecido, auto declarado no Sul do Cáucaso, anteriormente chamada de Oblast autônomo da Ossétia do Sul, dentro da República Socialista Soviética da Geórgia, parte da qual tem sido independente de facto da Geórgia desde a sua declaração de independência como República da Ossétia do Sul, em dezembro de 1991, durante o conflito osseto-georgiano. Hoje, o nome oficial da auto-declarada república é República da Ossétia do Sul — Estado da Alânia (em osseto: Республикӕ Хуссар Ирыстон / Паддзахад Аллонстон, tr. Respublikæ Xussar Iryston / Paddzaxad Allonston; em russo: Республика Южная Осетия / Государство Алания, tr. Respublika Iujnaia Osetia / Gosudarstvo Alania).
A despeito de a maioria dos países da Organização das Nações Unidas considerar a Ossétia do Sul como parte integrante da Geórgia, em 26 de agosto de 2008 o parlamento e presidente russos anunciaram o reconhecimento formal da independência da região (juntamente com a da Abcásia). O povo da Ossétia do Sul deseja se unir a seus semelhantes étnicos na Ossétia do Norte, que é uma república autônoma dentro da Federação da Rússia.

## Situação política
A Organização das Nações Unidas, a União Europeia, a Organização para a Segurança e Cooperação na Europa, o Conselho da União Europeia, a Organização do Tratado do Atlântico Norte e a maioria dos países do mundo reconhecem a Ossétia do Sul como parte da Geórgia. No entanto o governo secessionista do Estado não reconhecido organizou um segundo referendo de independência no dia 12 de novembro de 2006, depois do primeiro referendo, realizado em 1992, não ter sido reconhecido pela comunidade internacional. De acordo com as autoridades eleitorais de Tsequinváli, o resultado do referendo foi esmagadoramente favorável à independência, com 99% dos eleitores apoiando a separação da Geórgia, com um índice de abstenção de cerca de 5% dos eleitores. O referendo foi monitorado por uma equipe de 34 observadores internacionais em 78 postos de votação.
No entanto, a eleição novamente não foi reconhecida pela ONU, União Europeia, OSCE, OTAN, bem como pelos Estados Unidos e pela Federação da Rússia, dada a falta de participação de eleitores da etnia georgiana e a questão da legalidade do referendo sem o reconhecimento do governo central, em Tbilisi. Paralelamente a estas eleições e referendos, um movimento político osseta de oposição ao governo secessionista oficial organizou suas próprias eleições, nas quais tanto habitantes georgianos como ossetas da região votaram a favor de Dmitri Sanakoev como presidente alternativo da Ossétia do Sul. Esta "eleição alternativa" conseguiu o apoio de toda a população de etnia georgiana do território, e, em 2007, Sanakoev tornou-se o chefe da Administração Provisória da Ossétia do Sul.
Em 13 de julho de 2007 a Geórgia montou uma comissão governamental, encabeçada pelo primeiro-ministro Zurab Noghaideli, para desenvolver a autonomia da Ossétia do Sul dentro do estado georgiano. De acordo com as autoridades da Geórgia, o estatuto seria elaborado dentro da estrutura dum "diálogo de todas as partes", englobando todas as comunidades que compõem a sociedade osseta.

### Invasão
Em agosto de 2008 iniciou-se um conflito bélico entre a Ossétia do Sul, apoiada pela Rússia, e a Geórgia, apoiada pelos EUA, após uma invasão da capital Tsequinváli por tropas georgianas.
Em 26 de agosto de 2008, o presidente russo, Dmitri Medvedev, anunciou que a Rússia reconhece a independência das regiões separatistas georgianas da Ossétia do Sul e da Abecásia e pediu que outros Estados sigam seu exemplo e façam o mesmo. A decisão foi fortemente criticada pelos Estados Unidos e pela OTAN.

## História

### Período medieval e início da era moderna
Os ossetas descendem originalmente dos alanos, uma tribo sármata. Foram convertidos ao cristianismo durante o início da Idade Média, por influência georgiana e bizantina. Sob a dominação mongol, foram expulsos de sua terra natal, ao sul do rio Don, na atual Rússia, e cruzaram as montanhas do Cáucaso, até a Geórgia onde formaram três entidades territoriais distintas. Digor, no oeste, foi influenciado pelo povo vizinho dos cabardinos, que introduziram o islamismo à região. Tualläg, no sul, tornou-se o que atualmente é a Ossétia do Sul, parte do principado histórico georgiano de Samachablo, onde os ossetas encontraram refúgio dos invasores mongóis. Iron, no norte, tornou-se a atual Ossétia do Norte, que está sob o domínio russo desde 1767. Atualmente a maioria dos ossetas é cristã (aproximadamente 61%), e existe uma minoria muçulmana significante.

### Domínio russo
A Ossétia do Sul foi anexada pela Rússia em 1801, juntamente com a Geórgia, e incorporada ao Império Russo. Após a Revolução Russa, o país fez parte da República Democrática da Geórgia, controlada pelos mencheviques, enquanto a Ossétia do Norte passou a fazer parte da República Soviética do Térek. A área viveu uma série de rebeliões ossetas, onde a independência foi exigida. O governo georgiano acusou os ossetas de cooperação com os bolcheviques, e os reprimiu; de acordo com fontes ossetas, cerca de 5 000 ossetas foram mortos e mais de 13 000 morreram subsequentemente, de fome e epidemias.
O governo soviético da Geórgia, posto no poder em 1921 pelo 11º Exército Vermelho, controlado por Stalin, criou, logo em Abril do ano seguinte, o oblast (distrito) autônomo da Ossétia do Sul. Muito embora os ossetas tenham o seu próprio idioma, o osseto, o russo e o georgiano passaram a ser os idiomas administrativos e estatais. Durante a era soviética, sob o governo georgiano, o país experimentou uma relativa autonomia, que incluía o uso do osseto e o seu ensino nas escolas.

### Reconhecimento internacional
A Ossétia do Sul foi um Estado não reconhecido na maior parte de sua história. A lista a seguir mostra os países e entidades políticas que reconhecem formalmente a Ossétia do Sul.
Estados parcialmente reconhecidos que reconhecem a independência da Ossétia do Sul
- Abecásia — Reconhece a independência da Ossétia do Sul desde 2006.[17]
- República Árabe Sahauri Democrática (Saara Ocidental) — Reconhece a independência da Ossétia do Sul de-facto[18][19]

Estados não reconhecidos que reconhecem a independência da Ossétia do Sul
- Transdniestria — Reconhece a independência da Ossétia do Sul desde 2006.[17]
- Artsaque — Reconhece a independência da Ossétia do Sul.[20]

Estados reconhecidos e membros da ONU que reconhecem a independência da Ossétia do Sul
- Rússia — A Rússia reconheceu a Ossétia do Sul após a Guerra na Ossétia do Sul em 2008.[21]
- Nicarágua — Juntamente com a Rússia, a Nicarágua reconheceu a Ossétia do Sul em 3 de setembro de 2008.[21]
- Venezuela — O reconhecimento da Venezuela à Ossétia do Sul ocorreu em 10 de setembro de 2009.[22]
- Nauru — Em 16 de dezembro de 2009, Nauru reconheceu a independência da região.[23]
- Síria — Em 29 de maio de 2018, o governo de Bashar al-Assad reconheceu a independência da região.[24]

## Geografia

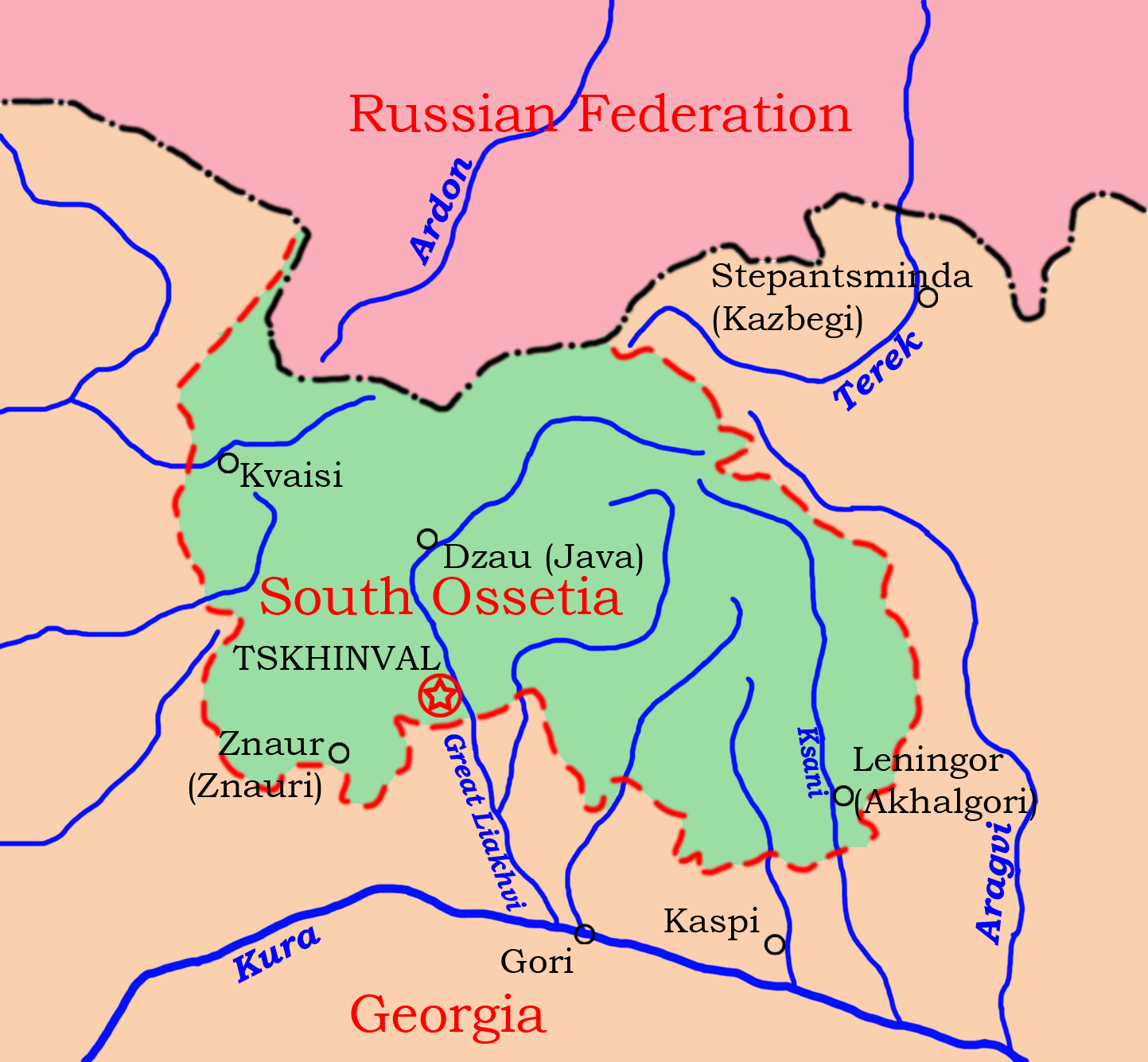
Mapa da Ossétia do Sul

A Ossétia do Sul cobre uma área de cerca de 3 900 km² no lado sul do Cáucaso, separada pelas montanhas da Ossétia do Norte (parte da Federação Russa), mais populosa, e se projeta, rumo ao sul, até as cercanias do rio Mtkvari, na Geórgia. Seu relevo é extremamente montanhoso, e a maior parte do território está a mais de 1 000 metros de altitude. A economia é primordialmente agrícola, embora menos de 10% da terra do país seja cultivada. Os principais cultivos são de cereais, frutas e vinhas; outras fontes de renda também incluem a criação de gado e a engenharia florestal. Diversos complexos industriais também existem, centrados principalmente em torno da capital, Tsequinváli.

## Demografia
Antes do conflito georgiano-osseta, cerca de dois terços da população da Ossétia do Sul era composta de ossetas, e 25-30% de georgianos. Não se conhece a atual composição da população, embora algumas estimativas de 2007 indicaram o número não oficial de 45 mil ossetas e 17,5 mil georgianos.